# ماشینگ
ماشینگ (به انگلیسی: Moshing) که در اوایل با نام (به انگلیسی: slamdancing) شناخته میشد، سبکی از رقص است که شرکت کنندگان در آن، حین رقص خود را به شدت به یکدیگر میکوبند. ماشینگ اغلب در ژانرهای موسیقی های پرخاشگرانه مثل هاردکور پانک و سبکهای متعددی از موسیقی متال انجام میشود. ماشینگ در درجه اول در همراهی با موسیقی زنده میباشد، اگر چه می‌تواند با موسیقی ضبط شده نیز انجام شود.